# 芝加哥公约
《芝加哥公约》，又称《国际民用航空公约》，是1944年通过的交通运输领域的国际公约。公约于1947年4月4日生效，公约的保存国是美国。

## 背景
为使国际民用航空得以按照安全和有秩序的方式发展，并在机会均等的基础上得以建立健康经济地经营，各缔约国缔结该公约。

## 主要條約内容
公约对在缔约国领土上空飞行、航空器的国籍、便利空中航行的措施、航空器应具备的条件、国际标准及其建议措施等方面做了规定。还成立了国际民用航空组织，并规定该组织由大会、理事会和其他必要机构组成。

## 外部連結
- Convention on International Civil Aviation (9th edition) （页面存档备份，存于）, International Civil Aviation Organization, 2006
- Annexes 1 to 18 - Convention on International Civil Aviation （页面存档备份，存于）, International Civil Aviation Organization, 2007
- The Postal History of ICAO : The Chicago Convention （页面存档备份，存于）